# Banco Central de Islandia
El Banco Central de Islandia (en islandés: Seðlabanki Íslands) es el banco central o banco de reservas de Islandia. Ha operado con esta función desde 1961, cuando fue creado por una ley del Alþingi (Parlamento de Islandia) emitida por el departamento de banca central para Landsbanki Íslands, que había tenido el derecho exclusivo para la emisión de billetes desde 1927 y había llevado a cabo una política monetaria limitada.
En 2009 sus directivos, ejecutivos y auditores, junto con los de Kaupthing Bank, Glitnir y Landsbanki obtuvieron el Premio Ig Nobel de Economía.

## Gobernadores
- Jóhannes Nordal 1961–1993
- Jón G. Maríasson 1961–1967
- Vilhjálmur Þór 1961–1964
- Sigtryggur Klemensson 1966–1971
- Davíð Ólafsson 1967–1986
- Svanbjörn Frímannsson 1971–1973
- Guðmundur Hjartarson 1974–1984
- Tómas Árnason 1985–1993
- Geir Hallgrímsson 1986–1990
- Birgir Ísleifur Gunnarsson 1991–2005
- Jón Sigurðsson 1993–1994
- Steingrímur Hermannsson 1994–1998
- Finnur Ingólfsson 2000–2002
- Ingimundur Friðriksson 2002–2003
- Jón Sigurðsson: 2003–2006
- Eiríkur Guðnason: 1994–2009
- Davíð Oddsson: 2005–2009
- Ingimundur Friðriksson: 2006–2009
- Svein Harald Øygard: 2009–2009
- Mar Gudmundsson: 2009–